# Linica (wieś)
Linica, Linnica (lit. Lynežeris) – wieś na Litwie, w okręgu olickim, w rejonie orańskim, w starostwie Koniawa. W 2011 roku liczyła 24 mieszkańców.

## Geografia
Linica jest ulicówką. Obejmuje 33 gospodarstwa domowe. Leży w Lesie Dajnowskim, na południe od jeziora Linica, 12 km na wschód od wsi Marcinkańce, na terenie Dzukijskiego Parku Narodowego. Utwardzone drogi łączą ją z sąsiednimi wsiami: Krakszlami i Rudnią. Drogi gruntowe łączą wieś z Marcińkańcami i Zerwinami. Przez teren wsi płynie rzeka Lynupis, która jest lewym dopływem rzeki Uła. Ze wszystkich stron wieś jest otoczona lasami. Podczas obu wojen światowych wieś była niszczona przez pożary. Na południe od Linicy, w Rezerwacie Čepkeliai, znajdują się wydmy śródlądowe.

## Historia

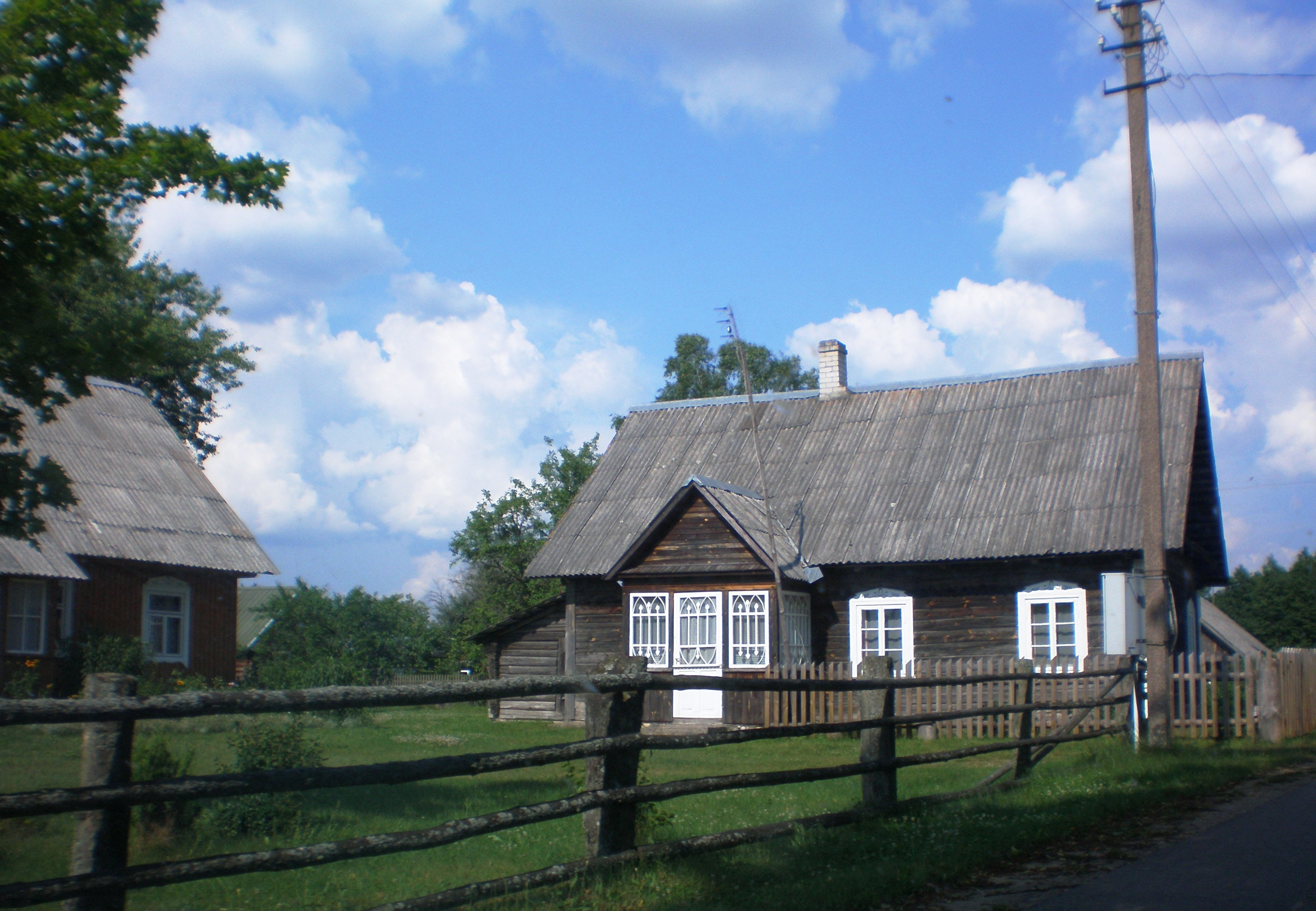
Chata we wsi Linica

Znalezione przez archeologów ślady w dolinie rzeki Uły dowodzą, że w epoce neolitu (ok. 2-4 tys. lat p.n.e.) znajdowała się tu osada. W epoce brązu (ok. 1,5-2 tys. lat p.n.e.) osada została opuszczona.
W 1765 roku wieś została przyłączona do powiatu lidzkiego i znajdowała się w granicach leśnictwa Koniawa. W 1795 roku wieś była zamieszkana przez 90 osób w 13 rodzinach – 7 rodzinach poddańczych, 5 rodzinach nie będących rodzinami poddańczymi i jednej rodzinie żydowskiej. Oprócz tego znajdowała się tu również karczma. Wówczas była to największa wieś w sołectwie Koniawa.
W latach 1798–1868 średnia liczba osób w rodzinie wzrosła z 8 do 11 osób. W 1907 roku wieś była zamieszkana przez 291 osób. 
Według spisu ludności z 1921 roku przeprowadzonego przez polski rząd wieś była zamieszkana przez 149 osób, z których wszyscy zadeklarowali, że są Litwinami.
W 1920 roku wieś znalazła się w granicach Polski po zajęciu przez Polaków Wileńszczyzny. W II Rzeczypospolitej Linica należała początkowo do gminy wiejskiej Koniawa w powiecie lidzkim, w województwie nowogródzkim, a od 1 lipca 1926 roku w powiecie wileńsko-trockim, w województwie wileńskim. Po zniesieniu gminy Koniawa 3 czerwca 1930 roku Linicę włączono do gminy wiejskiej Orany, również w powiecie wileńsko-trockim województwa wileńskiego. W 1921 roku wieś liczyła 149 mieszkańców i znajdowało się w niej 35 budynków mieszkalnych. Wszystkie osoby zadeklarowały narodowość litewską. W 1931 roku Linica liczyła 199 mieszkańców i znajdowały się w niej 33 budynki mieszkalne.
W 1916 roku w Linicy została otwarta szkoła, do której początkowo uczęszczało 30 uczniów. W latach 1924–1925 szkoła była nieczynna. W 1926 roku szkoła ponownie została otwarta, jednak została ostatecznie zamknięta w dniu 14 maja 1939 roku. 
Jesienią 1939 roku część Wileńszczyzny powróciła do Litwy, jednak jej pozostała część (w której znajduje się Linica) znalazła się w granicach Białorusi. Pod koniec 1940 roku Linica, wraz z innymi pobliskimi miejscowościami (Koniawa, Marcinkańce i Rotnica) znalazły się w granicach Litwy. W czasie II wojny światowej Niemcy wybudowali tu koszary. Po zakończeniu II wojny światowej w tutejszej szkole podstawowej pracował poeta i agent Ministerstwa Bezpieczeństwa Państwowego ZSRR Kostas Kubilinskas.